# 続東京流れ者 海は真っ赤な恋の色
『続東京流れ者 海は真赤な恋の色』（ぞくとうきょうながれもの うみはまっかなこいのいろ）は、1966年11月9日に公開された日本の映画である。監督は森永健次郎。主演は渡哲也。日活制作。

## 概要
東京文現社から刊行されていた川内康範の小説を映画化した作品で、『東京流れ者』の続編である。

## キャスト
- 本堂哲也：渡哲也
- 戸田節子：橘和子
- サリィ香山：松原智恵子
- 郷田健二：吉田輝雄
- 杉浩司：杉良太郎
- 浅吉：平田大三郎
- 松：野呂圭介
- ひろみ ： 白木マリ
- 加藤 ： 玉村駿太郎
- 町医者： 井東柳晴
- 秀の手下 ： 白井鋭
- 瀬川の手下 ： 荒井岩衛
- 〃 ： 村上和也
- 勝 ： 青木富夫
- 秀の手下 ： 三浜元
- バーテン ： 菊田一郎
- 瀬川の手下 ： 水川国也
- 秀の手下 ： 矢藤昌宏
- バーの女 ： 椿麻里
- 振付 ： 天宮輝
- 技斗 ： 峰三平
- 戸田信次(エースの秀) ： 垂水悟郎
- 鬼島： 井上昭文
- 杉安太郎 ： 嵯峨善兵
- 瀬川 ： 金子信雄

## スタッフ
- 監督 ： 森永健次郎
- 脚本： 大野景範、三代大五
- 企画 ： 仲川哲朗
- 原作 ： 川内康範
- （東京文現社版）
- 音楽： 鏑木創

## 同時上映
『けんかえれじい』
- 原作：鈴木隆 / 脚本：新藤兼人 / 監督：鈴木清順 / 主演：高橋英樹